# This Year's Love
"This Year's Love" is een single van de Britse zanger David Gray. Het nummer werd uitgebracht als de achtste track op zijn album White Ladder uit 1998.

## Achtergrond
"This Year's love" is geschreven door Gray zelf en geproduceerd door Gray, Craig McClune en Iestyn Polson. Het nummer was een kleine hit in het Verenigd Koninkrijk met de twintigste plek in de UK Singles Chart als hoogste positie. Het nummer is meermaals gecoverd door verschillende artiesten als Katie Melua, Andrew Roachford, E.M.D. en Jasmine Thompson. Geen van deze covers bereikten de hitlijsten. In de eerste twee coupletten van het nummer gaat het over de onzekerheid en de pijn die je kan ervaren in een relatie en het derde couplet gaat over je toegeven aan de liefde, inclusief alles wat er bij hoort.